# Paradanielssenia kathleenae
Paradanielssenia kathleenae is een eenoogkreeftjessoort uit de familie van de Pseudotachidiidae. De wetenschappelijke naam van de soort is voor het eerst geldig gepubliceerd in 1994 door Gee & Huys.